# Кобильниця (Мазовецьке воєводство)
Кобильниця (пол. Kobylnica) — село в Польщі, у гміні Мацейовиці Ґарволінського повіту Мазовецького воєводства.
Населення — 253 особи (2011).
У 1975-1998 роках село належало до Седлецького воєводства.

## Демографія
Демографічна структура станом на 31 березня 2011 року:
|          | Загалом | Допрацездатний вік | Працездатний вік | Постпрацездатний вік |
| -------- | ------- | ------------------ | ---------------- | -------------------- |
| Чоловіки | 129     | 24                 | 83               | 22                   |
| Жінки    | 124     | 30                 | 63               | 31                   |
| Разом    | 253     | 54                 | 146              | 53                   |